# Mario Ančić
Mario Ančić, hrvaški tenisač, * 30. marec 1984, Split, SFRJ. 
Trenutno je podpredsednik zasebnega kapitala v New Yorku. Osvojil je tri naslove posamezno in pet naslovov dvojic. Njegova najboljša uvrstitev med posamezniki je prišla med turnejo ATP 2006, ko je dosegel svetovno št. 7. Ančić je Hrvaški pomagal osvojiti Davisov pokal leta 2005, na olimpijskih igrah v Atenah leta 2004 pa je z Ivanom Ljubičićem osvojil bronasto medaljo v dvojicah za Hrvaško. 
Kot najstnik, ki je na prvenstvu Wimbledona leta 2002 debitiral na Grand Slam-u, je premagal sedmega nosilca Rogerja Federerja. Najboljši nastop na Grand Slamih je dosegel na prvenstvu Wimbledona leta 2004, ko se je uvrstil v polfinale. 
V letih 2007 in 2008 so ga zaradi lažje poškodbe prisilili, da je odšel na bolniške dopuste, zaradi česar zamudil številne pomembne dogodke, in njegova uvrstitev je padla s številke 9, januarja 2007 na številko 135, januarja 2008.